# Kateryna Handsjuk
Kateryna Wiktoriwna Handsjuk (ukrainisch Катерина Вікторівна Гандзюк; geboren am 17. Juni 1985 in Cherson, Ukrainische SSR; gestorben am 4. November 2018 in Kiew, Ukraine) war eine ukrainische Bürgerrechts-Aktivistin, die Korruption in ihrer Heimatstadt Cherson aufdeckte und einem Säureanschlag zum Opfer fiel.

## Leben
Handsjuk studierte zwischen 2002 und 2006 an der staatlichen Universität Cherson. Sie absolvierte 2008 die Nationale Ökonomische Universität in Kiew und 2016 die Nationale Akademie für öffentliche Verwaltung (Національна академія державного управління при Президентові України) in Kiew. Sie war Abgeordnete des Regionalrates der Oblast Cherson und des Stadtrates der Stadt Cherson sowie Beraterin des Bürgermeisters von Cherson.
Sie galt als Kritikerin der Sicherheitsbehörden und verurteilte vor allem Korruption im regionalen Innenministerium. Sie hatte die Beteiligung der Polizei an mehreren Korruptionsfällen öffentlich gemacht.
Ein Mann überschüttete sie Ende Juli 2018 vor ihrem Haus mit Schwefelsäure und flüchtete. Sie erlitt schwerste Verätzungen an mehr als 30 Prozent ihres Körpers. Die ukrainischen Behörden sollen fünf Männer festgenommen haben. EU-Erweiterungskommissar Johannes Hahn schrieb auf Twitter: „Angriffe auf Aktivisten der Zivilgesellschaft sind inakzeptabel. Die Verantwortlichen für dieses heimtückische Verbrechen müssen zur Rechenschaft gezogen werden.“

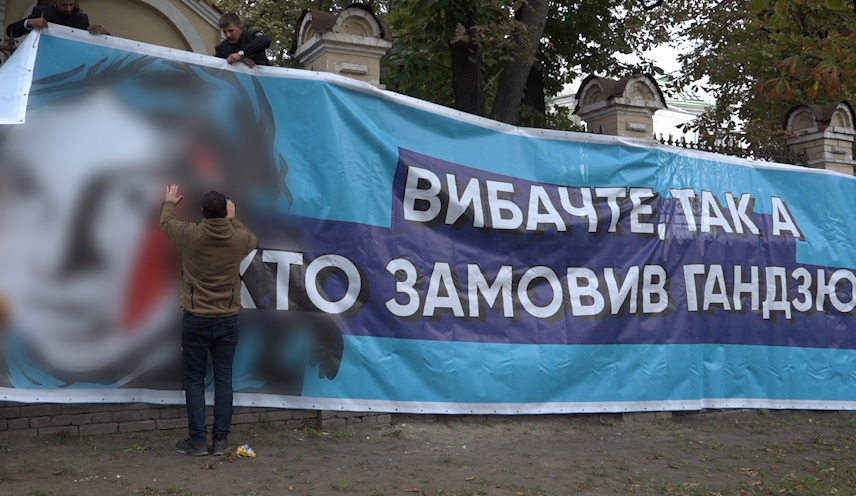
Banner mit der Aufforderung zur Aufklärung des Attentats auf die Aktivistin Handsjuk: „Вибачте, так а хто замовив Гандзюк?“

Handsjuk starb am 4. November 2018. Die Todesursache war nach vorläufigen Angaben eine Thrombose.
Der ukrainische Präsident Petro Poroschenko bestätigte am Abend desselben Tages den Tod von Handsjuk in einem Kiewer Krankenhaus. Er forderte die Polizei auf, alles zur Aufklärung des Falles zu unternehmen.
Nach der Todesmeldung kam es in der ukrainischen Hauptstadt zu einer spontanen Trauerkundgebung, bei der hunderte Demonstranten vor das Innenministerium zogen und die restlose Aufklärung des Mordanschlags verlangten.
Mitte Februar 2019 wurde der Vorsitzende des Regionalrates von Cherson, Wladyslaw Manher (Владислав Миколайович Мангер), festgenommen. Die Strafverfolgungsbehörden werfen ihm vor, den Anschlag in Auftrag gegeben zu haben.

## Zitat
„Warum ermutigen wir Menschen zu sozialem Engagement, wenn wir sie dann nicht schützen?“